# Cadwallon Lawhir ap Einion
Cadwallon ap Einion (460 aprox.- 534 aprox.; probablement regnà a partir de l'any 500), altrament conegut com a Cadwallon Lawhir (el Mans Llargues) i Cadwallon I, fou un dels reis de Gwynedd.

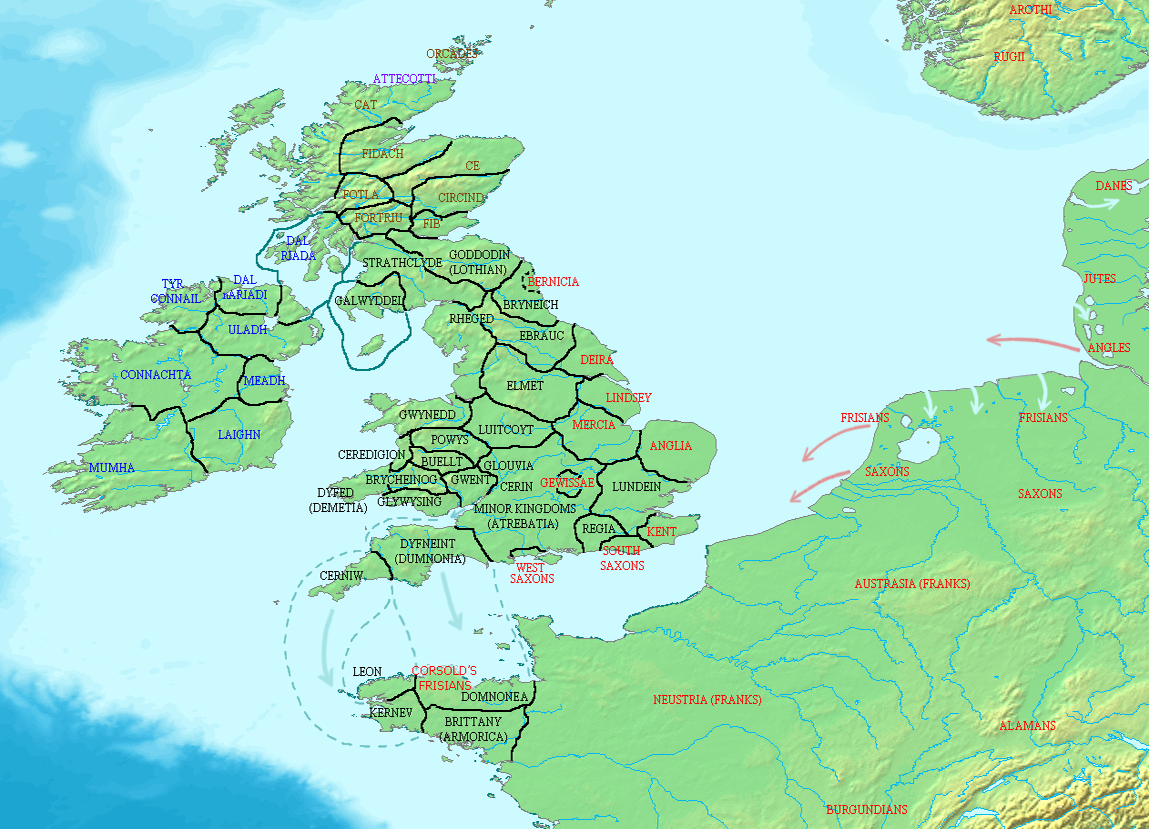
Les illes britàniques pels volts de l'any 500:
Regnes britans
Regnes pictes
Regnes goidèlics
Regnes germànics
Dominis dels attacotti

Segons la tradició, Cadwallon regnà durant, o poc després, de la batalla del Mont Badon i la victòria del rei Artús sobre els saxons (depenent de la data en què tingué lloc la batalla, ja que es creu que tingué lloc entre el 490 i el 515). Tot i que és poc probable que Cadwallon hi estigués present, segurament es beneficià del període de relativa pau i prosperitat que hi hagué a tota la Gran Bretanya després de la batalla. La fita militar més important de Cadwallon fou l'expulsió definitiva dels colons irlandesos de Ynys Mon (Anglesey) i l'annexió d'aquesta illa al regne de Gwynedd, la qual esdevindria el centre polític i cultural del regne.
El malnom de Cadwallon, Lawhir, fa referència a una de les seves característiques físiques: pel que sembla, tenia uns braços molt llargs. El poeta Iolo Goch assegura que Cadwallon podia "agafar una pedra del terra per matar un corb sense doblegar l'esquena, ja que el seu braç era tan alt com ell." Va ser benefactor de sant Eilian.
Segons Gildas de Rhuys, el fill de Cadwallon, Maelgwn, assassinà el seu oncle per tal d'ascendir al tron, la qual cosa ens fa pensar que una altra persona estava designada per heretar el regne després de la mort de Cadwallon en comptes de Maelgwn. No hi ha proves concloents que demostrin qui podria ser aquest "rei perdut" (si, evidentment, es pren la informació donada per Gildas com a fiable), però molts historiadors creuen que Owain Ddantgwyn fou l'hereu desafortunat.